# Culicoides hyalinus
Culicoides hyalinus är en tvåvingeart som beskrevs av Tokunaga 1962. Culicoides hyalinus ingår i släktet Culicoides och familjen svidknott. Inga underarter finns listade i Catalogue of Life.